# Éric Boullier
Éric Boullier (ur. 9 listopada 1973 w Laval) – francuski inżynier i menedżer, szef zespołu McLaren w Formule 1.

## Życiorys
Boullier jest absolwentem francuskiego instytutu Institut polytechnique des sciences avancées. Studiował inżynierię lotniczą oraz kosmiczną. W 2002 roku objął stanowisko inżyniera hiszpańskiego zespołu Racing Engineering team w World Series by Nissan.
Na początku 2003 roku przeniósł się do francuskiego DAMS w GP 2 jako zarządzający i dyrektor techniczny, nadzór nad działalnością w wielu kategoriach, w tym France A1 Team.
Na koniec 2008 roku, Boullier został prezesem Gravity Sport Management, gdzie zarządzał karierą młodych kierowców, w tym Ho-Pin Tung, Adrien Tambay, Jérôme d’Ambrosio i Christian Vietoris.
W 2009 roku został zatrudniony przez Genii Capital. 5 stycznia 2010 roku został dyrektorem Renault.